# Hands (album de Little Boots)
Pour les articles homonymes, voir Hands.
Hands est le premier album de la chanteuse britannique Little Boots.

## Titres
1. New in Town — 3:19
2. Earthquake — 4:04
3. Stuck on Repeat — 3:22
4. Click — 3:16
5. Remedy — 3:19
6. Meddle — 3:16
7. Ghost — 3:03
8. Mathematics — 3:26
9. Symmetry (feat. Philip Oakey) — 4:30
10. Tune into My Heart — 3:42
11. Hearts Collide — 3:45
12. No Brakes — 4:03

## Singles
- "New In Town"

- "Remedy"

- "Earthquake"

## Classements
| Pays        | Meilleure Position |
| ----------- | ------------------ |
| Royaume-Uni | 5                  |
| Irlande     | 20                 |
| Europe      | 98                 |
| Japon       | 22                 |